# Premier League
Premier League, 1992–2007 benämnd FA Premier League, är en engelsk fotbollsliga, grundad 1992, som är den högsta divisionen i det engelska ligasystemet.
20 klubbar har plats i ligan som spelas höst–vår och varar från augusti till maj. De fyra högst placerade klubbarna är direktkvalificerade till Uefa Champions League och femman till Uefa Europa League. De tre lägst placerade klubbarna blir nedflyttade till English Football Leagues förstadivision, EFL Championship. Vinnaren av Premier League kan kalla sig "Engelska mästare i fotboll" även om ligan också kan innehålla klubbar från Wales, till exempel Swansea City och Cardiff City.
Premier League har större tv-publik än någon annan fotbollsliga i världen och på Uefas rangordning över ligor (som bygger på resultat i europeiska cuper under de senaste fem åren), rankas Premier League som den näst bästa inhemska ligan efter spanska La Liga.
Totalt 51 klubbar har till och med säsongen 2024/25 tävlat i Premier League, men bara sju av dem har vunnit titeln: Manchester United, Blackburn Rovers, Arsenal, Chelsea, Manchester City, Leicester City och Liverpool. Sex klubbar, Arsenal, Chelsea, Everton, Liverpool, Manchester United och Tottenham Hotspur, har spelat oavbrutet i ligan sedan dess grundande 1992.

## Historia

### Ursprung
Trots betydande europeiska framgångar under 1970-talet var standarden på den engelska fotbollen på 1980-talet väldigt låg. Arenorna föll sönder, anhängare tvingades uthärda dåliga anläggningar, huliganismen var utbredd och engelska klubbar var bannlysta från den europeiska fotbollen efter katastrofen på Heyselstadion 1985. Förstadivisionen, First Division, som hade varit den högsta nivån i engelsk fotboll sedan 1888, var långt efter ligor såsom italienska Serie A och spanska La Liga i antal åskådare och intäkter, och flera av de bästa engelska spelarna hade flyttat utomlands. Men vid decennieskiftet 1990 hade den nedåtgående trenden börjat vända – Englands landslag hade varit framgångsrikt i VM 1990, där man nådde semifinal. Uefa, den europeiska fotbollens styrande organ, hävde det femåriga förbudet mot engelska klubbar i europeiska cuper och Taylor-rapporten om arenornas säkerhetsstandarder, vilken föreslog dyra uppgraderingar för att skapa fler sittplatser i arenorna till följd av efterdyningarna av Hillsboroughkatastrofen, publicerades i januari samma år.
Intäkterna från tv-sändningarna hade också blivit mycket viktigare. The Football League fick 6,3 miljoner pund för ett tvåårigt avtal 1986, men när det förnyades 1988 steg priset till 44 miljoner pund under en fyraårsperiod. Förhandlingarna 1988 var de första tecknen på en utbrytande liga. Tio klubbar hotade att lämna The Football League och bilda en "superliga", men övertalades till slut att stanna. Arenor förbättrades och åskådarna vid matcherna blev allt fler, intäkterna steg och landets främsta klubbar började ånyo fundera över att lämna The Football League för att dra nytta av den växande strömmen av pengar som pumpades in i fotbollen.

### Grundande
Vid slutet av 1990/91 års säsong lades ett förslag till ett upprättande av en ny liga fram, som skulle ge mer pengar till spelet totalt. The Founder Members Agreement ("Stiftarnas Avtal"), som undertecknades den 17 juli 1991 av de främsta engelska klubbarna, etablerade de grundläggande principerna för inrättandet av FA Premier League. Denna nybildade förstadivision skulle vara kommersiellt oberoende från fotbollsförbundet FA och The Football League, och ge FA Premier League licens att förhandla om sina egna sändningar och sponsoravtal. Detta ansågs nödvändigt så att engelska klubbar än en gång skulle kunna konkurrera med och slå de bästa i Europa, och samtidigt locka de mest lovande talangerna i världen, något som 1991 verkade praktiskt taget otänkbart.
Den 20 februari 1992 avgick klubbarna i First Division från The Football League och tre månader senare bildades FA Premier League som ett aktiebolag. Detta innebar en utbrytning ur den 104-åriga The Football League som varit i kraft fram till dess med fyra divisioner. FA Premier League skulle fungera med en enda division och The Football League med tre. Det var inga förändringar i ligans tävlingsformat, utan samma antal klubbar tävlade i högstadivisionen och upp- och nedflyttning mellan FA Premier League och den nya förstadivisionen i The Football League förblev på samma villkor som mellan den gamla första- och andradivisionen.
De 22 konstituerande medlemmarna i den nya Premier League var Arsenal, Aston Villa, Blackburn Rovers, Chelsea, Coventry City, Crystal Palace, Everton, Ipswich Town, Leeds United, Liverpool, Manchester City, Manchester United, Middlesbrough, Norwich City, Nottingham Forest, Oldham Athletic, Queens Park Rangers, Sheffield United, Sheffield Wednesday, Southampton, Tottenham Hotspur och Wimbledon.

### Etablering
Ligans första säsong var 1992/93 och det allra första Premier League-målet någonsin gjordes av Brian Deane för Sheffield United i en 2–1-vinst mot Manchester United. På grund av påtryckningar från Fifa, det internationellt styrande organet inom fotbollen, att inhemska ligor skulle minska antalet spelade matcher per klubb, sänktes antalet klubbar 1995 till 20, då fyra klubbar flyttades ned från ligan och bara två flyttades upp. Den 8 juni 2006 begärde Fifa att alla stora europeiska ligor, inkluderande italienska Serie A och spanska La Liga, skulle minska till 18 klubbar vid säsongsstarten 2007/08. Premier League svarade med att uttala sin avsikt att motstå en sådan minskning. Slutligen startade säsongen åter med 20 klubbar. Ligan bytte namn 2007 från FA Premier League till bara Premier League.

## Format

### Spelformat
20 klubbar deltar i Premier League. Under en säsong, som varar från augusti till maj, spelar varje klubb två matcher mot de andra, en gång på hemmaplan och en gång på bortaplan, sammanlagt 38 matcher. En klubb får tre poäng för en vinst och en poäng för oavgjort. Inga poäng delas ut vid en förlust. I slutet av varje säsong kröns den klubb med flest poäng som mästare. Om poängen är lika avgör målskillnaden och sedan antal gjorda mål vinnaren. Om det fortfarande står lika tvingas klubbarna inta samma position och "dela" positionen. Om det står lika för ligavinst, för nedflyttning eller för kvalificering till andra tävlingar, fastställer en playoff-match på en neutral arena placeringen. De tre lägst placerade klubbarna relegeras till EFL Championship, och de två bästa klubbarna från EFL Championship flyttas upp i deras ställe tillsammans med vinnaren av playoff-matcherna mellan klubbarna på tredje till sjätte plats i EFL Championship.

### Kval till spel i Europa
De fyra bästa klubbarna i Premier League kvalificerar sig för spel i Uefa Champions League följande säsong; alla fyra går direkt in i gruppspelet. Den femteplacerade klubben kvalificerar sig automatiskt för spel i Uefa Europa League, och den sjätte och sjunde klubben kan också kvalificera sig beroende på vad som händer i de två inhemska cuperna, där segrarna normalt går till Europa League. Om FA-cupens och/eller Ligacupens vinnare kvalificerar sig för Champions League eller Europa League genom sin ligaplacering, går platsen i Europa League till den högst placerade klubben i ligan som inte redan kvalificerat sig för spel i Europa. Innan säsongen 2008/09 fick den högst placerade klubben som inte kvalificerat sig för spel i Europa League möjlighet att konkurrera i Intertotocupen, förutsatt att de ansökt att komma in i Intertotocupen under nästa säsong. Intertotocupen lades ned efter 2008.

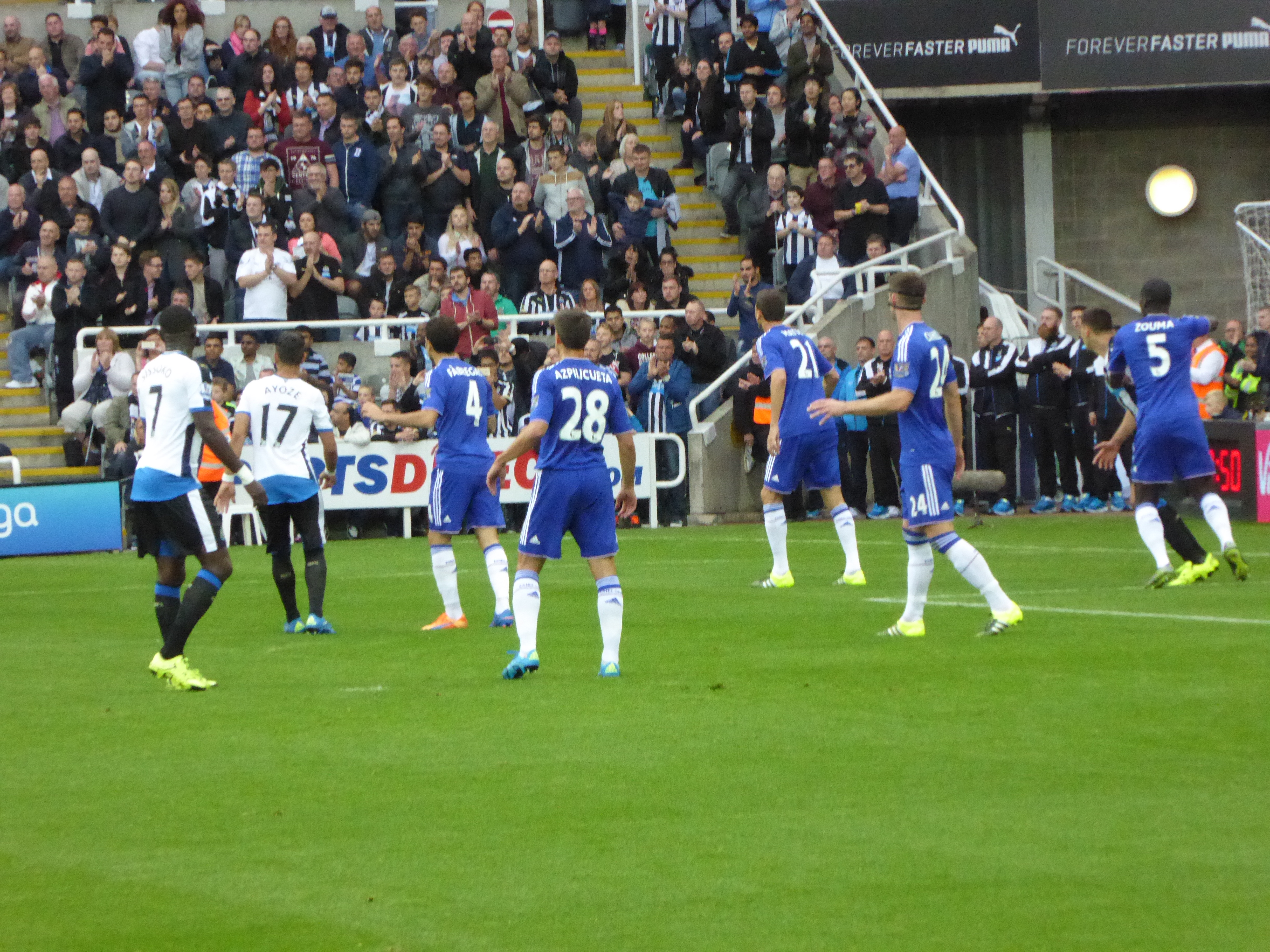
En match mellan Newcastle United och Chelsea den 26 september 2015.

Ett undantag från det vanliga europeiska kvalifikationssystemet hände 2005, när Liverpool vann Champions League, men inte avslutade sin säsong i Premier League på en kvalplats till Champions League. Uefa gav särskild dispens för Liverpool att komma in i Champions League och gav England fem kvalificerade klubbar. Uefa fastställde därefter att de försvarande mästarna av Champions League kvalificerar sig till tävlingen nästa år oavsett deras placering i den inhemska ligan. Men för de ligor med fyra deltagare i Champions League innebar detta att om Champions League-vinnaren föll utanför den inhemska ligans topp fyra, kom de att kvalificera sig till spel på bekostnad av den fjärde bästa klubben i ligan. Från och med 2015/16 års säsong kvalificerar sig även Europa League-vinnaren till nästa års Champions League och det maximala antalet klubbar från ett visst land i Champions League utökades till fem. Länder med fyra platser i Champions League, såsom England, kommer bara att få en femte plats om en klubb som inte kvalificerat sig till Champions League genom sin ligaplacering vinner antingen Champions League eller Europa League.
Premier League rankades 2008 högst i Uefas rangordning av europeiska ligor baserat på deras prestationer i de europeiska cuperna under föregående femårsperiod. Detta bröt spanska La Ligas åttaåriga dominans som den bästa ligan. La Liga tog tillbaka förstaplatsen 2013. Från de fyra främsta ligorna i Europa får för närvarande fyra klubbar spela i Champions League.

## Organisation

### Företagsstruktur
Premier League drivs som ett aktiebolag och ägs av de 20 medlemsklubbarna. Varje klubb är aktieägare, med en röst vardera i frågor om till exempel regelförändringar och kontrakt. Klubbarna väljer en ordförande, verkställande direktör och styrelse som ska övervaka den dagliga driften av ligan. Fotbollsförbundet FA är inte direkt involverat i den dagliga verksamheten i Premier League, men har makt som en särskild aktieägare vid valet av ordförande och verkställande direktör och när nya bestämmelser antas av ligan.
Premier League sänder representanter till Uefas europeiska klubbforum. Antalet klubbar och klubbarna själva väljs enligt Uefas koefficienter. Det europeiska klubbforumet är ansvarigt för valet av tre ledamöter till Uefas kommitté för klubbtävlingar, vilken är operativt verksam i Uefas tävlingar såsom Uefa Champions League och Uefa Europa League.

### Ledare
- Graham Kelly (1992–1999)[23]
- Richard Scudamore (1999–2018)[23]
- Richard Masters och Claudia Arney (2019) (tillförordnade)[1]

## Finanser
Premier League är den mest lukrativa fotbollsligan i världen, med totala klubbintäkter på 4,5 miljarder pund säsongen 2016/17.
Klubbarna i Premier League är några av de rikaste klubbarna i fotbollsvärlden. Deloitte, som årligen redovisar siffror på klubbarnas intäkter genom "Football Money League", listade nio Premier League-klubbar bland de 20 rikaste, och 13 bland de 30 rikaste, i världen säsongen 2017/18. Inget annat land hade så många klubbar på listorna.
En annan viktig regelbunden inkomstkälla för Premier League-klubbarna är deras entréavgifter och matchintäkter som, med i genomsnitt 36 675 åskådare per match mellan 2013 och 2018, är den näst högsta i världen efter tyska Bundesliga som hade ett snitt på 43 302 åskådare per match under samma period. Snittet under Premier Leagues första säsong 1992/93 var 21 132 åskådare per match och hade därmed stigit med 74 % till 2013–2018. Under säsongen 1992/93 minskade dock kapaciteten hos de flesta arenorna när klubbarna ersatte ståplatser med sittplatser.
När det gäller biljettpriserna mer än tiodubblades dessa mellan 1989 och 2009. 1989 kostade den billigaste biljetten för att se en Liverpool-match fyra pund; 20 år senare kostade den billigaste biljetten 45 pund. Hos Arsenal hade priset ökat från fem pund till 51 pund. Denna utveckling kan kopplas till spelarlönerna som ökade med ca 1 500 % under samma period. Säsongen 2018/19 kostade en biljett i snitt 31 pund.

### Nationella tv-avtal
| Säsonger        | Totalt värde           | Värde per säsong       | Värde per klubb per säsong (20 klubbar)                                           | Förändring |
| --------------- | ---------------------- | ---------------------- | --------------------------------------------------------------------------------- | ---------- |
| 1992/93–1996/97 | 191,5 miljoner pund    | 38,3 miljoner pund     | 1992/93–1994/95: 1,74 miljoner pund (22) 1995/96–1996/97: 1,91 miljoner pund (20) | ▬          |
| 1997/98–2000/01 | 670 miljoner pund      | 167,5 miljoner pund    | 8,37 miljoner pund                                                                | ▲          |
| 2001/02–2003/04 | 1 200 miljoner pund    | 400 miljoner pund      | 20 miljoner pund                                                                  | ▲          |
| 2004/05–2006/07 | 1 024 miljoner pund    | 341,33 miljoner pund   | 17,07 miljoner pund                                                               | ▼          |
| 2007/08–2009/10 | 1 706 miljoner pund    | 568,67 miljoner pund   | 28,43 miljoner pund                                                               | ▲          |
| 2010/11–2012/13 | 1 773 miljoner pund    | 591 miljoner pund      | 29,55 miljoner pund                                                               | ▲          |
| 2013/14–2015/16 | 3 018 miljoner pund    | 1 006 miljoner pund    | 50,3 miljoner pund                                                                | ▲          |
| 2016/17–2018/19 | 5 136 miljoner pund    | 1 712 miljoner pund    | 85,6 miljoner pund                                                                | ▲          |
| 2019/20–2021/22 | Ca 4 600 miljoner pund | Ca 1 533 miljoner pund | Ca 77 miljoner pund                                                               | ▼          |

### Sponsorer
Premier League sponsrades 1993–2016. Sponsorn kunde bestämma ligans namn. I nedanstående lista finns namnet på samtliga sponsorer och vad de valde att kalla ligan:
- 1992–1993: Ingen sponsor (FA Premier League)
- 1993–2001: Carling (FA Carling Premiership)
- 2001–2004: Barclaycard (FA Barclaycard Premiership)
- 2004–2007: Barclays (FA Barclays Premiership)
- 2007–2016: Barclays (Barclays Premier League)
- 2016–: Ingen sponsor (Premier League)

## Premier League i media

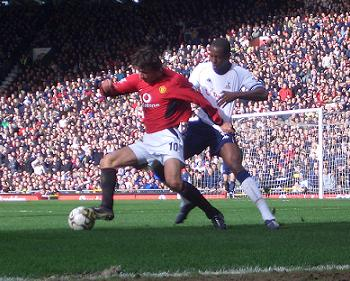
En match mellan Manchester United och Tottenham Hotspur den 20 mars 2006. Ruud van Nistelrooy med bollen.

### Storbritannien och Irland
Matcher i Premier League dominerar fotbollen på engelsk tv, i synnerhet ekonomiskt; se ovan. Europeiska unionen invände mot vad den såg som ett monopol på tv-rättigheter och krävde 2007 att kontraktet skulle delas upp i separata paket.
När Sky vann rättigheterna var det första gången som live-fotboll sändes regelbundet (vanligtvis söndagar och måndagar under de första åren) under hela säsongen, då tidigare begränsningar av antalet matcher hade inneburit att ITV tenderat att börja sända matcher först i oktober eller november och fokusera på jakten på titeln.

### Världen över
Premier League är världens mest populära sportliga, följd säsongen 2015/16 över hela världen av över fyra miljarder människor varje helg i över 200 länder eller territorier.
I USA innehas sändningsrättigheterna av NBC. I Australien sänder Optus matcherna.
Premier League är särskilt populärt i Asien. I Kina påstod ligan 2016 att man hade 174 miljoner fans. På grund av den höga populariteten har ligan med början 2003 och därefter vartannat år hållit försäsongsturneringar i Asien, de enda Premier League-anslutna turneringarna som någonsin hållits utanför England.

## Klubbar säsongen 2025/26
| Klubb                   | Ort             | Arena                              | Kapacitet |
| ----------------------- | --------------- | ---------------------------------- | --------- |
| Arsenal                 | London          | Emirates Stadium                   | 60 704    |
| Aston Villa             | Birmingham      | Villa Park                         | 43 205    |
| Bournemouth             | Bournemouth     | Vitality Stadium                   | 11 307    |
| Brentford               | Brentford       | Brentford Community Stadium        | 17 250    |
| Brighton & Hove Albion  | Brighton & Hove | American Express Community Stadium | 31 876    |
| Burnley                 | Burnley         | Turf Moor                          | 21 990    |
| Chelsea                 | London          | Stamford Bridge                    | 40 044    |
| Crystal Palace          | London          | Selhurst Park                      | 25 194    |
| Everton                 | Liverpool       | Everton Stadium                    | 52 796    |
| Fulham                  | London          | Craven Cottage                     | 27 782    |
| Leeds United            | Leeds           | Elland Road                        | 37 645    |
| Liverpool               | Liverpool       | Anfield                            | 61 276    |
| Manchester City         | Manchester      | Etihad Stadium                     | 52 900    |
| Manchester United       | Manchester      | Old Trafford                       | 72 244    |
| Newcastle United        | Newcastle       | St James' Park                     | 52 264    |
| Nottingham Forest       | Nottingham      | City Ground                        | 30 404    |
| Sunderland              | Sunderland      | Stadium of Light                   | 48 095    |
| Tottenham Hotspur       | London          | Tottenham Hotspur Stadium          | 62 850    |
| West Ham United         | London          | Londons Olympiastadion             | 60 500    |
| Wolverhampton Wanderers | Wolverhampton   | Molineux Stadium                   | 31 750    |

## Mästare

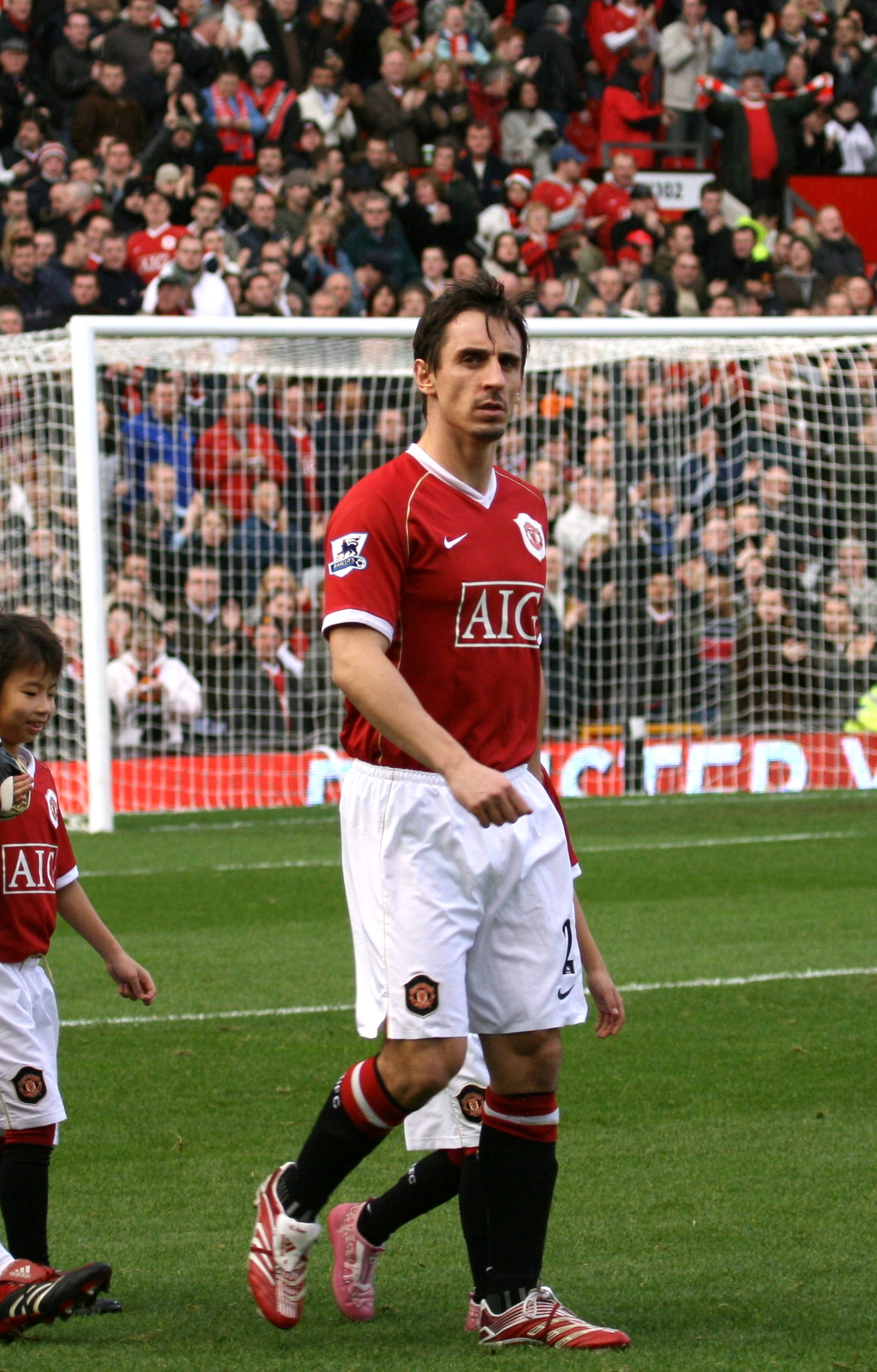
Manchester United är den klubb som vunnit Premier League flest gånger (13). På bilden lagkaptenen Gary Neville, som var med och vann åtta av dessa titlar.

| Säsong  | Mästare           | Titlar* | Anmärkningar                                                       |
| ------- | ----------------- | ------- | ------------------------------------------------------------------ |
| 1992/93 | Manchester United | 1 (8)   |                                                                    |
| 1993/94 | Manchester United | 2 (9)   | Vann även FA-cupen                                                 |
| 1994/95 | Blackburn Rovers  | 1 (3)   |                                                                    |
| 1995/96 | Manchester United | 3 (10)  | Vann även FA-cupen                                                 |
| 1996/97 | Manchester United | 4 (11)  |                                                                    |
| 1997/98 | Arsenal           | 1 (11)  | Vann även FA-cupen                                                 |
| 1998/99 | Manchester United | 5 (12)  | Vann även FA-cupen och Champions League                            |
| 1999/00 | Manchester United | 6 (13)  |                                                                    |
| 2000/01 | Manchester United | 7 (14)  |                                                                    |
| 2001/02 | Arsenal           | 2 (12)  | Vann även FA-cupen                                                 |
| 2002/03 | Manchester United | 8 (15)  |                                                                    |
| 2003/04 | Arsenal           | 3 (13)  | Obesegrade i ligan                                                 |
| 2004/05 | Chelsea           | 1 (2)   | Vann även Ligacupen                                                |
| 2005/06 | Chelsea           | 2 (3)   |                                                                    |
| 2006/07 | Manchester United | 9 (16)  |                                                                    |
| 2007/08 | Manchester United | 10 (17) | Vann även Champions League                                         |
| 2008/09 | Manchester United | 11 (18) | Vann även Ligacupen och klubblags-VM                               |
| 2009/10 | Chelsea           | 3 (4)   | Gjorde 103 mål, flest mål sedan 1963                               |
| 2010/11 | Manchester United | 12 (19) |                                                                    |
| 2011/12 | Manchester City   | 1 (3)   |                                                                    |
| 2012/13 | Manchester United | 13 (20) |                                                                    |
| 2013/14 | Manchester City   | 2 (4)   | Vann även Ligacupen                                                |
| 2014/15 | Chelsea           | 4 (5)   | Vann även Ligacupen                                                |
| 2015/16 | Leicester City    | 1 (1)   | Första titeln någonsin                                             |
| 2016/17 | Chelsea           | 5 (6)   |                                                                    |
| 2017/18 | Manchester City   | 3 (5)   | Vann även Ligacupen och satte nya rekord med 100 poäng och 106 mål |
| 2018/19 | Manchester City   | 4 (6)   | Vann även FA-cupen och Ligacupen                                   |
| 2019/20 | Liverpool         | 1 (19)  | Vann även klubblags-VM                                             |
| 2020/21 | Manchester City   | 5 (7)   | Vann även Ligacupen                                                |
| 2021/22 | Manchester City   | 6 (8)   |                                                                    |
| 2022/23 | Manchester City   | 7 (9)   | Vann även FA-cupen och Champions League                            |
| 2023/24 | Manchester City   | 8 (10)  | Vann även klubblags-VM                                             |
| 2024/25 | Liverpool         | 2 (20)  |                                                                    |

* Totala antalet engelska mästerskap i fotboll inom parentes. Fram till och med 1992 blev vinnarna av The Football Leagues First Division engelska mästare. Manchester United innehar rekordet med totalt 20 mästerskapstitlar.

## Maratontabell
I tabellen presenteras de tio bästa klubbarna sedan Premier League grundades 1992.
| Nr | Klubb             | S    | V   | O   | F   | GM   | IM   | MS    | P    |
| -- | ----------------- | ---- | --- | --- | --- | ---- | ---- | ----- | ---- |
| 1  | Manchester United | 1267 | 755 | 278 | 234 | 2344 | 1222 | +1122 | 2543 |
| 2  | Arsenal           | 1267 | 694 | 309 | 264 | 2266 | 1254 | +1012 | 2391 |
| 3  | Liverpool         | 1267 | 678 | 311 | 278 | 2272 | 1278 | +994  | 2345 |
| 4  | Chelsea           | 1267 | 667 | 314 | 286 | 2152 | 1278 | +874  | 2315 |
| 5  | Tottenham Hotspur | 1267 | 552 | 298 | 417 | 1956 | 1627 | +329  | 1954 |
| 6  | Manchester City   | 1077 | 551 | 230 | 296 | 1924 | 1179 | +745  | 1883 |
| 7  | Everton           | 1267 | 450 | 356 | 461 | 1607 | 1634 | −27   | 1706 |
| 8  | Newcastle United  | 1149 | 439 | 291 | 419 | 1598 | 1559 | +39   | 1608 |
| 9  | Aston Villa       | 1153 | 411 | 321 | 421 | 1450 | 1511 | −61   | 1554 |
| 10 | West Ham United   | 1111 | 371 | 280 | 460 | 1383 | 1623 | −240  | 1393 |

Klubbar i fet stil spelar i Premier League säsongen 2025/26.

## Skyttekungar

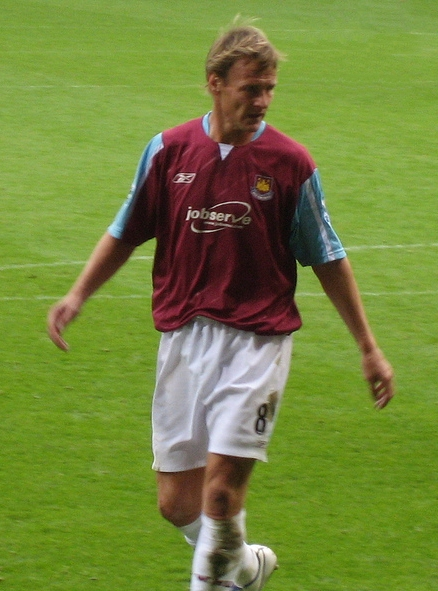
Teddy Sheringham vann skytteligan under den första säsongen av Premier League.

| Säsong  | Spelare                   | Klubb                               | Mål |
| ------- | ------------------------- | ----------------------------------- | --- |
| 1992/93 | Teddy Sheringham          | Nottingham Forest Tottenham Hotspur | 22  |
| 1993/94 | Andy Cole                 | Newcastle United                    | 34  |
| 1994/95 | Alan Shearer              | Blackburn Rovers                    | 34  |
| 1995/96 | Alan Shearer              | Blackburn Rovers                    | 31  |
| 1996/97 | Alan Shearer              | Newcastle United                    | 25  |
| 1997/98 | Dion Dublin               | Coventry City                       | 18  |
| 1997/98 | Michael Owen              | Liverpool                           | 18  |
| 1997/98 | Chris Sutton              | Blackburn Rovers                    | 18  |
| 1998/99 | Jimmy Floyd Hasselbaink   | Leeds United                        | 18  |
| 1998/99 | Michael Owen              | Liverpool                           | 18  |
| 1998/99 | Dwight Yorke              | Manchester United                   | 18  |
| 1999/00 | Kevin Phillips            | Sunderland                          | 30  |
| 2000/01 | Jimmy Floyd Hasselbaink   | Chelsea                             | 23  |
| 2001/02 | Thierry Henry             | Arsenal                             | 24  |
| 2002/03 | Ruud van Nistelrooy       | Manchester United                   | 25  |
| 2003/04 | Thierry Henry             | Arsenal                             | 30  |
| 2004/05 | Thierry Henry             | Arsenal                             | 25  |
| 2005/06 | Thierry Henry             | Arsenal                             | 27  |
| 2006/07 | Didier Drogba             | Chelsea                             | 20  |
| 2007/08 | Cristiano Ronaldo         | Manchester United                   | 31  |
| 2008/09 | Nicolas Anelka            | Chelsea                             | 19  |
| 2009/10 | Didier Drogba             | Chelsea                             | 29  |
| 2010/11 | Dimitar Berbatov          | Manchester United                   | 20  |
| 2010/11 | Carlos Tévez              | Manchester City                     | 20  |
| 2011/12 | Robin van Persie          | Arsenal                             | 30  |
| 2012/13 | Robin van Persie          | Manchester United                   | 26  |
| 2013/14 | Luis Suárez               | Liverpool                           | 31  |
| 2014/15 | Sergio Agüero             | Manchester City                     | 26  |
| 2015/16 | Harry Kane                | Tottenham Hotspur                   | 25  |
| 2016/17 | Harry Kane                | Tottenham Hotspur                   | 29  |
| 2017/18 | Mohamed Salah             | Liverpool                           | 32  |
| 2018/19 | Pierre-Emerick Aubameyang | Arsenal                             | 22  |
| 2018/19 | Sadio Mané                | Liverpool                           | 22  |
| 2018/19 | Mohamed Salah             | Liverpool                           | 22  |
| 2019/20 | Jamie Vardy               | Leicester City                      | 23  |
| 2020/21 | Harry Kane                | Tottenham Hotspur                   | 23  |
| 2021/22 | Mohamed Salah             | Liverpool                           | 23  |
| 2021/22 | Son Heung-min             | Tottenham Hotspur                   | 23  |
| 2022/23 | Erling Haaland            | Manchester City                     | 36  |
| 2023/24 | Erling Haaland            | Manchester City                     | 27  |
| 2024/25 | Mohamed Salah             | Liverpool                           | 29  |

## Flest matcher
| Nr | Spelare         | Matcher |
| -- | --------------- | ------- |
| 1  | Gareth Barry    | 653     |
| 2  | James Milner    | 639     |
| 3  | Ryan Giggs      | 632     |
| 4  | Frank Lampard   | 609     |
| 5  | David James     | 572     |
| 6  | Gary Speed      | 535     |
| 7  | Emile Heskey    | 516     |
| 8  | Mark Schwarzer  | 514     |
| 9  | Jamie Carragher | 508     |
| 10 | Phil Neville    | 505     |

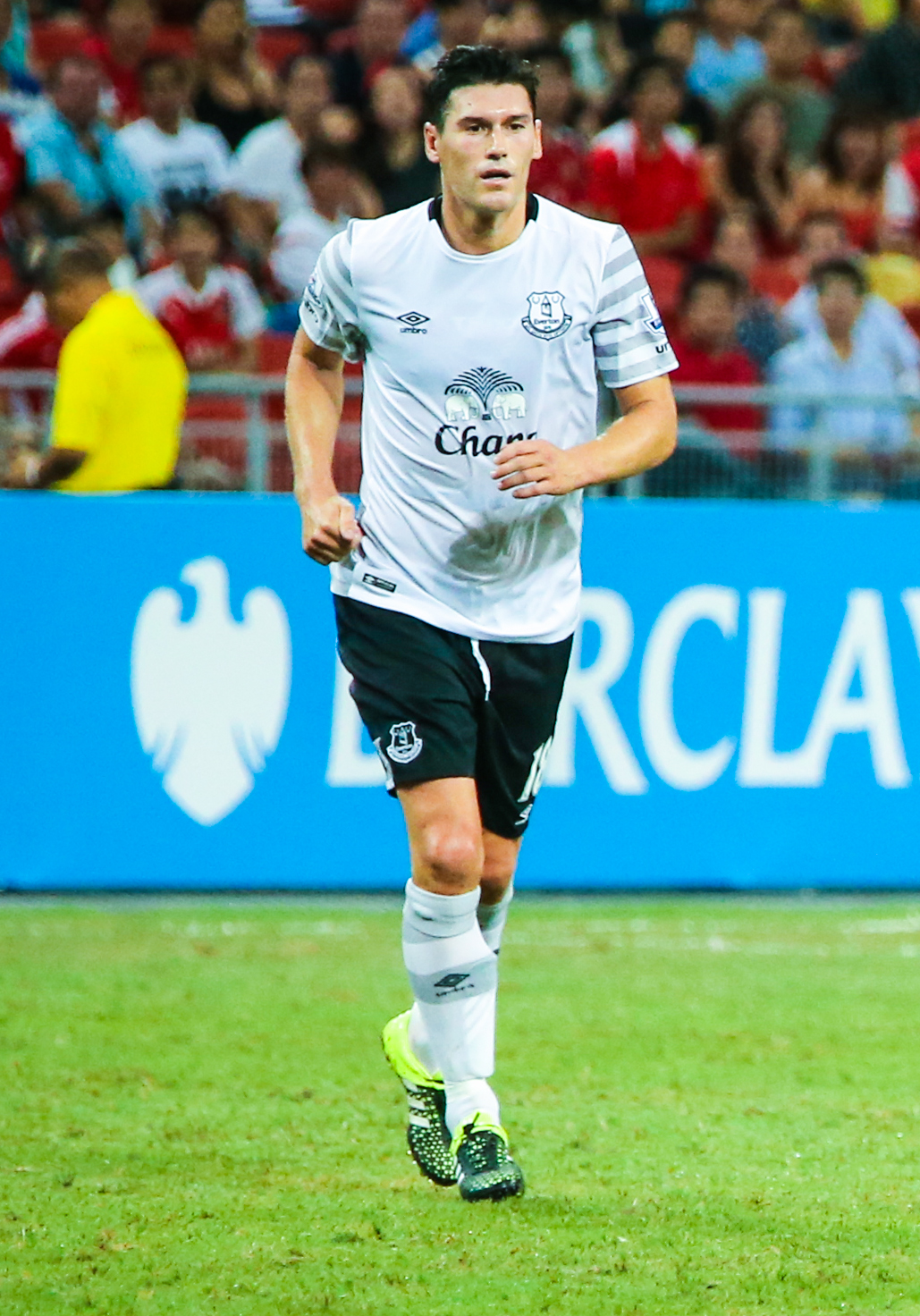
Gareth Barry har spelat flest matcher i Premier Leagues historia.

Spelare i kursiv stil är fortfarande aktiva.
Spelare i fet kursiv stil är fortfarande aktiva i Premier League.

## Flest mål
| Nr | Spelare       | Mål |
| -- | ------------- | --- |
| 1  | Alan Shearer  | 260 |
| 2  | Harry Kane    | 213 |
| 3  | Wayne Rooney  | 208 |
| 4  | Andy Cole     | 187 |
| 4  | Mohamed Salah | 187 |
| 6  | Sergio Agüero | 184 |
| 7  | Frank Lampard | 177 |
| 8  | Thierry Henry | 175 |
| 9  | Robbie Fowler | 163 |
| 10 | Jermain Defoe | 162 |

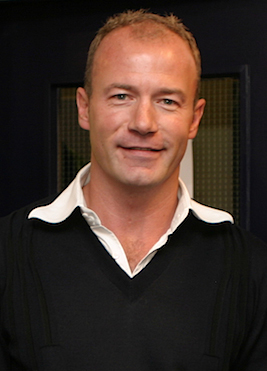
Alan Shearer har gjort flest mål i Premier Leagues historia.

Spelare i kursiv stil är fortfarande aktiva.
Spelare i fet kursiv stil är fortfarande aktiva i Premier League.

## Flest assist
| Nr | Spelare         | Assist |
| -- | --------------- | ------ |
| 1  | Ryan Giggs      | 162    |
| 2  | Kevin De Bruyne | 119    |
| 3  | Cesc Fàbregas   | 111    |
| 4  | Wayne Rooney    | 103    |
| 5  | Frank Lampard   | 102    |
| 6  | Dennis Bergkamp | 94     |
| 7  | David Silva     | 93     |
| 8  | Steven Gerrard  | 92     |
| 9  | James Milner    | 89     |
| 10 | Mohamed Salah   | 87     |

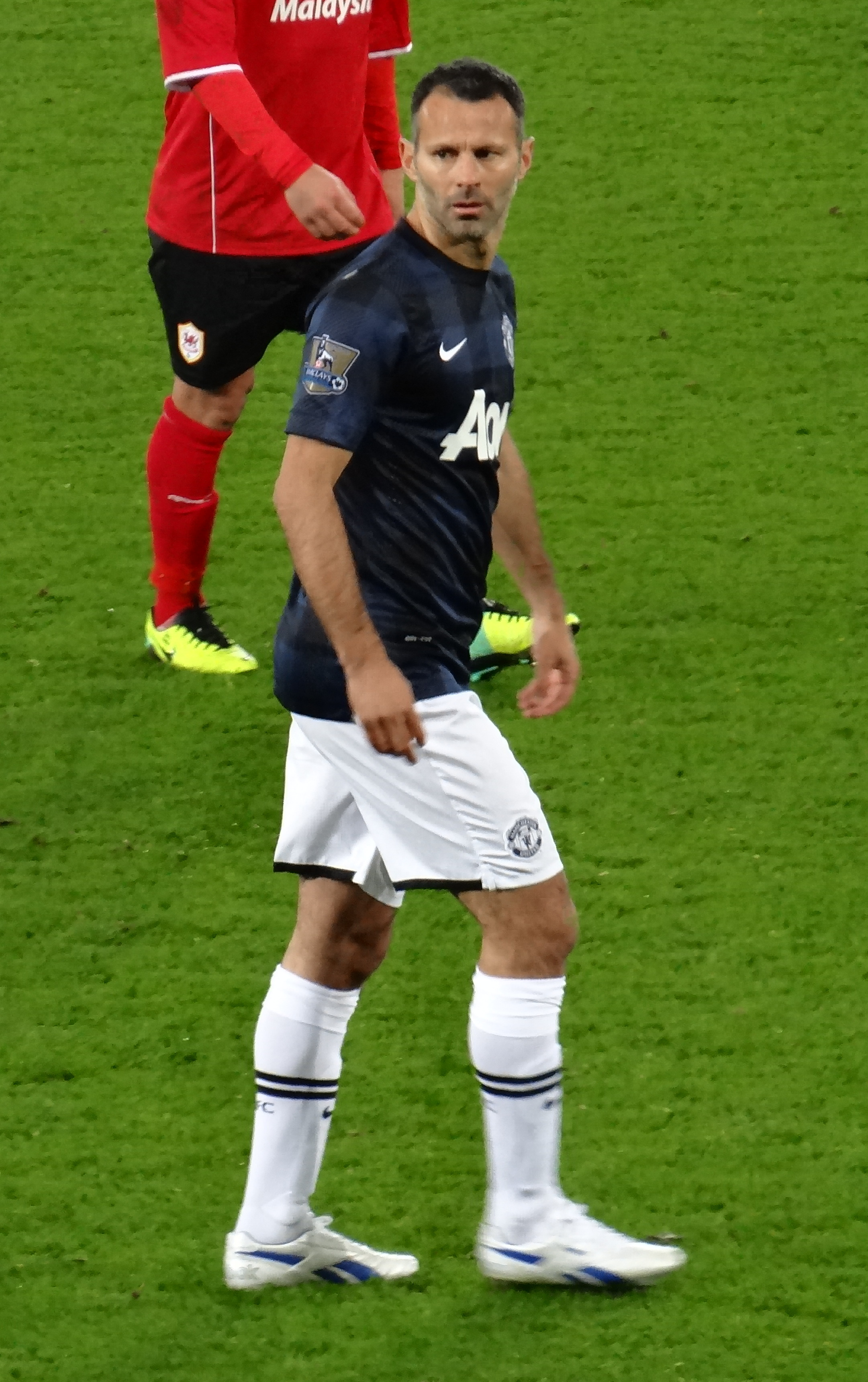
Ryan Giggs har lagt flest assist i Premier Leagues historia.

Spelare i kursiv stil är fortfarande aktiva.
Spelare i fet kursiv stil är fortfarande aktiva i Premier League.

## Flest hållna nollor
| Nr | Spelare           | Hållna nollor |
| -- | ----------------- | ------------- |
| 1  | Petr Čech         | 202           |
| 2  | David James       | 169           |
| 3  | Mark Schwarzer    | 151           |
| 4  | David de Gea      | 147           |
| 5  | David Seaman      | 141           |
| 6  | Nigel Martyn      | 137           |
| 7  | José Reina        | 136           |
| 8  | Brad Friedel      | 132           |
| 8  | Tim Howard        | 132           |
| 8  | Edwin van der Sar | 132           |

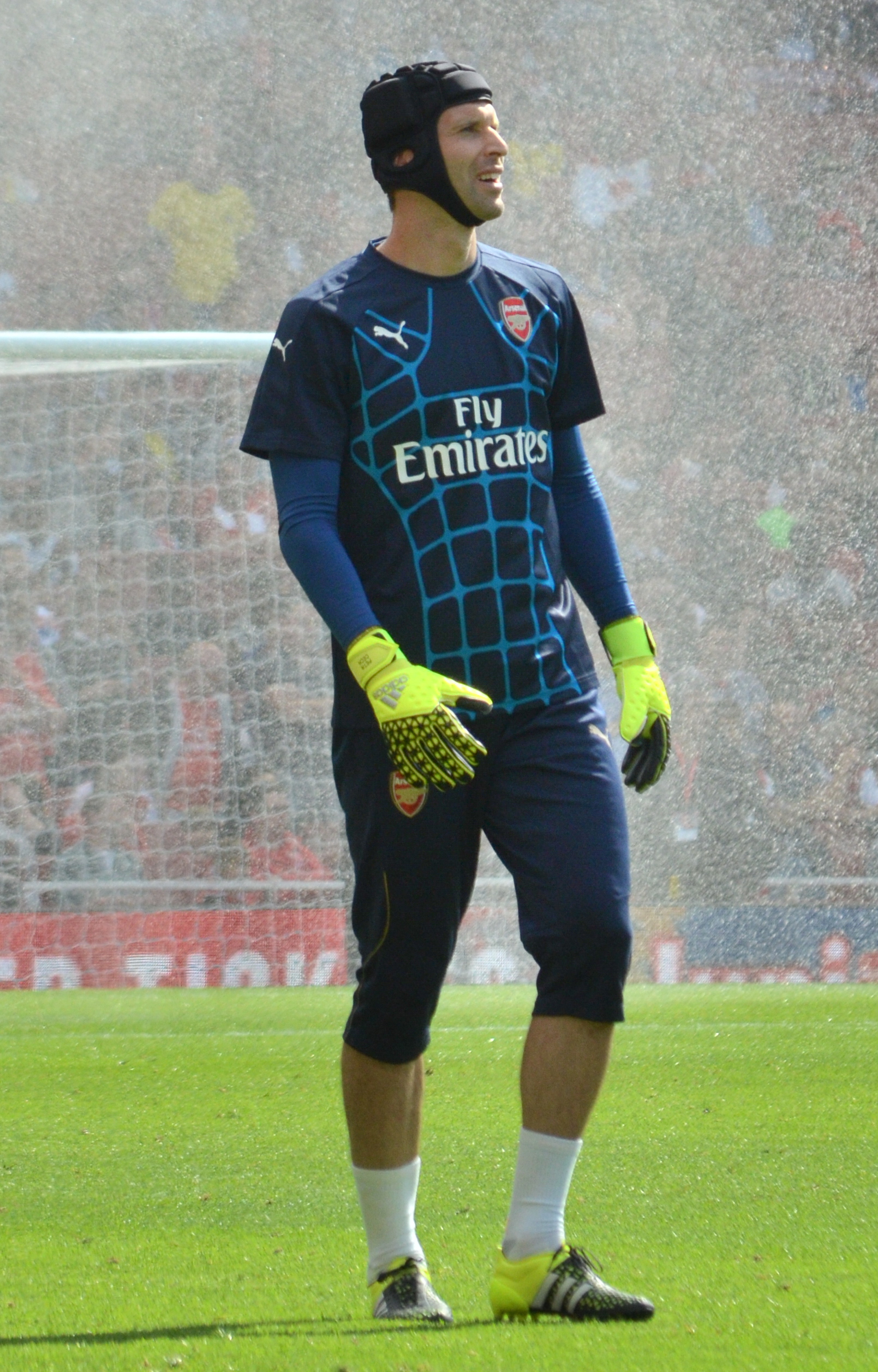
Petr Čech har hållit flest nollor i Premier Leagues historia.

Spelare i kursiv stil är fortfarande aktiva.
Spelare i fet kursiv stil är fortfarande aktiva i Premier League.

## Svenska spelare

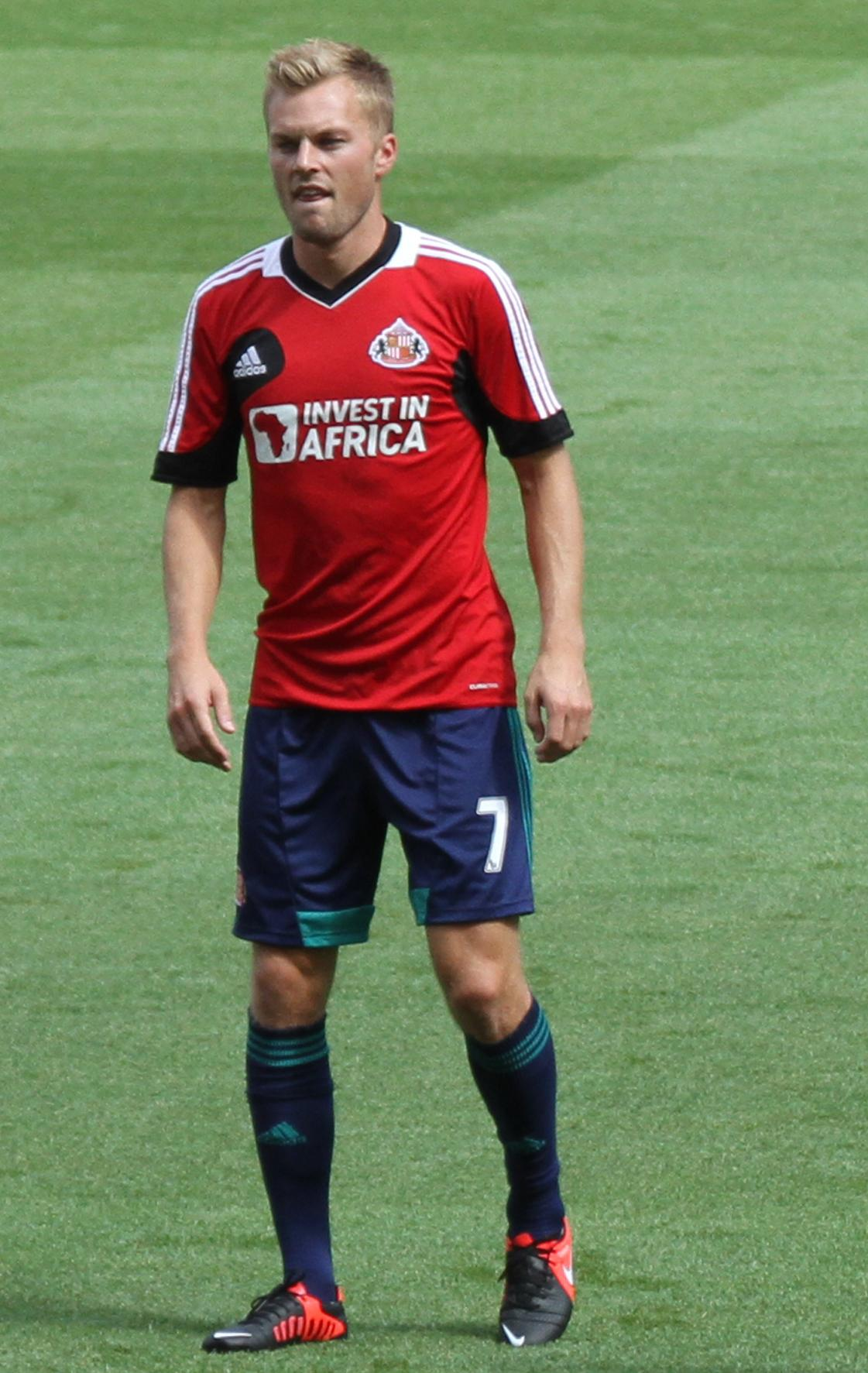
Sebastian Larsson är den svenska spelare som spelat flest matcher i Premier League.

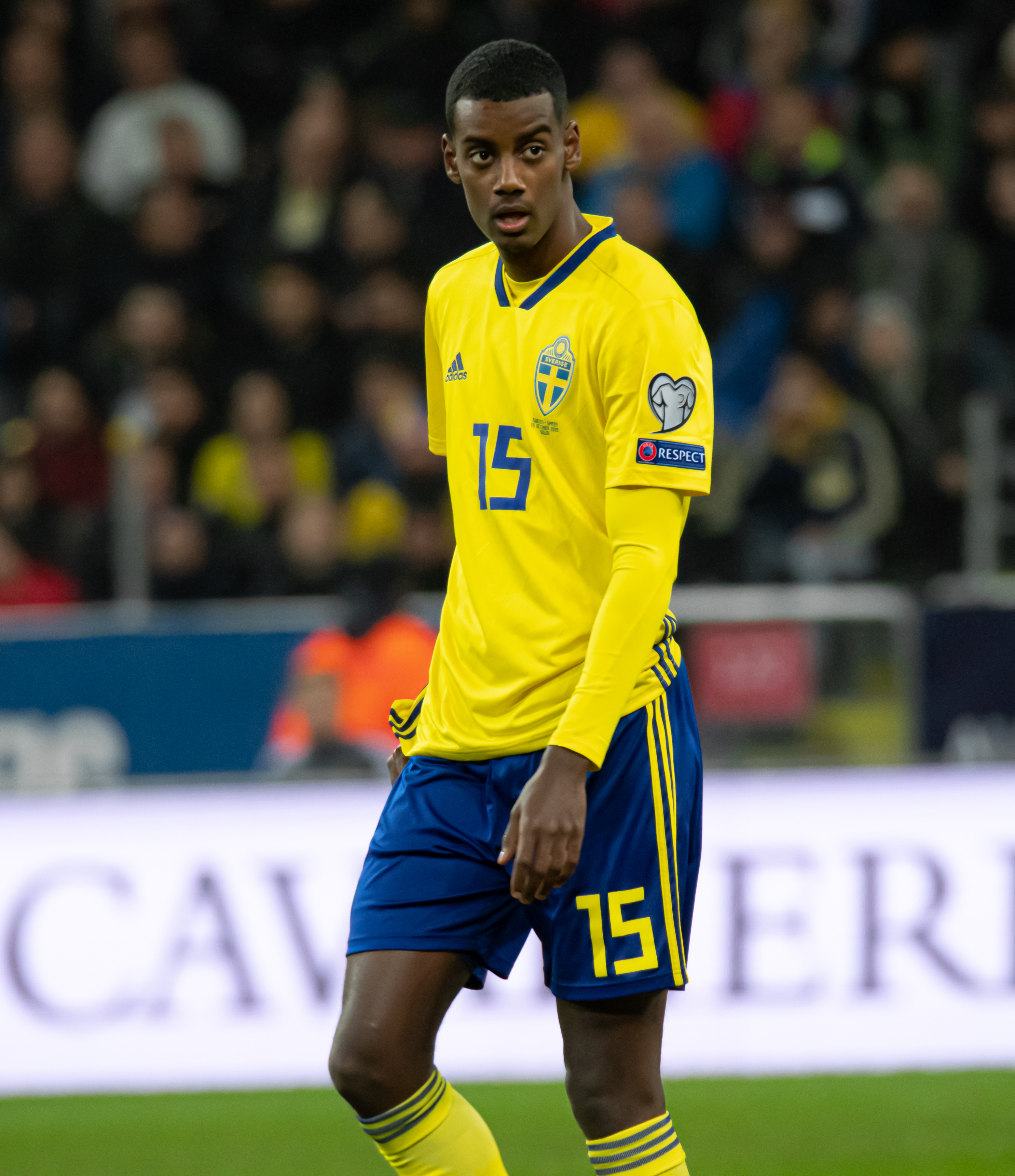
Alexander Isak är den svenska spelare som gjort flest mål i Premier League.

| Spelare                 | Klubb(ar)                                            | Matcher | Mål | Säsong(er)                                |
| ----------------------- | ---------------------------------------------------- | ------- | --- | ----------------------------------------- |
| Niclas Alexandersson    | Sheffield Wednesday/Everton                          | 133     | 12  | 1997/98–2002/03                           |
| Marcus Allbäck          | Aston Villa                                          | 35      | 6   | 2002/03–2003/04                           |
| Anders Andersson        | Blackburn Rovers                                     | 4       | 0   | 1997/98                                   |
| Andreas Andersson       | Newcastle United                                     | 27      | 4   | 1997/98–1998/99                           |
| Patrik Andersson        | Blackburn Rovers                                     | 12      | 0   | 1992/93–1993/94                           |
| Tomas Antonelius        | Coventry City                                        | 10      | 0   | 1999/00                                   |
| Joel Asoro              | Sunderland                                           | 1       | 0   | 2016/17                                   |
| Ludwig Augustinsson     | Aston Villa                                          | 3       | 0   | 2022/23                                   |
| Yasin Ayari             | Brighton & Hove Albion                               | 36      | 2   | 2022/23–                                  |
| Modou Barrow            | Swansea City                                         | 51      | 1   | 2014/15–2016/17                           |
| Lucas Bergvall          | Tottenham Hotspur                                    | 28      | 0   | 2024/25–                                  |
| Joachim Björklund       | Sunderland                                           | 32      | 0   | 2001/02–2002/03                           |
| Jesper Blomqvist        | Manchester United/Everton/Charlton Athletic          | 43      | 2   | 1998/99, 2001/02–2002/03                  |
| Tomas Brolin            | Leeds United/Crystal Palace                          | 32      | 4   | 1995/96, 1997/98                          |
| Jens Cajuste            | Ipswich Town                                         | 30      | 1   | 2024/25                                   |
| Martin Dahlin           | Blackburn Rovers                                     | 26      | 4   | 1997/98–1998/99                           |
| Bojan Djordjic          | Manchester United                                    | 1       | 0   | 2000/01                                   |
| Erik Edman              | Tottenham Hotspur/Wigan Athletic                     | 41      | 1   | 2004/05–2005/06, 2007/08–2009/10          |
| Hjalmar Ekdal           | Burnley                                              | 9       | 0   | 2023/24, 2025/26–                         |
| Anthony Elanga          | Manchester United/Nottingham Forest/Newcastle United | 114     | 14  | 2020/21–                                  |
| David Elm               | Fulham                                               | 10      | 1   | 2009/10                                   |
| Johan Elmander          | Bolton Wanderers/Norwich City                        | 121     | 19  | 2008/09–2010/11, 2013/14                  |
| Jan Eriksson            | Sunderland                                           | 1       | 0   | 1996/97                                   |
| Andreas Granqvist       | Wigan Athletic                                       | 14      | 0   | 2007/08                                   |
| Gabriel Gudmundsson     | Leeds United                                         | 1       | 0   | 2025/26–                                  |
| Niklas Gudmundsson      | Blackburn Rovers                                     | 6       | 0   | 1995/96–1996/97                           |
| John Guidetti           | Stoke City                                           | 6       | 0   | 2013/14                                   |
| Viktor Gyökeres         | Arsenal                                              | 1       | 0   | 2025/26–                                  |
| Magnus Hedman           | Coventry City                                        | 100     | 0   | 1997/98–2000/01                           |
| Zlatan Ibrahimović      | Manchester United                                    | 33      | 17  | 2016/17–2017/18                           |
| Klas Ingesson           | Sheffield Wednesday                                  | 18      | 2   | 1994/95–1995/96                           |
| Alexander Isak          | Newcastle United                                     | 87      | 54  | 2022/23–                                  |
| Andreas Isaksson        | Manchester City                                      | 19      | 0   | 2006/07–2007/08                           |
| Andreas Jakobsson       | Southampton                                          | 27      | 2   | 2004/05                                   |
| Pontus Jansson          | Brentford                                            | 49      | 4   | 2021/22–2022/23                           |
| Andreas Johansson       | Wigan Athletic                                       | 28      | 4   | 2005/06–2006/07                           |
| Nils-Eric Johansson     | Blackburn Rovers                                     | 86      | 0   | 2001/02–2004/05                           |
| Mattias Jonson          | Norwich City                                         | 28      | 0   | 2004/05                                   |
| Alexander Kačaniklić    | Fulham                                               | 47      | 5   | 2011/12–2013/14                           |
| Emil Krafth             | Newcastle United                                     | 82      | 1   | 2019/20–                                  |
| Dejan Kulusevski        | Tottenham Hotspur                                    | 116     | 22  | 2021/22–                                  |
| Pontus Kåmark           | Leicester City                                       | 64      | 0   | 1996/97–1998/99                           |
| Kim Källström           | Arsenal                                              | 3       | 0   | 2013/14                                   |
| Henrik Larsson          | Manchester United                                    | 7       | 1   | 2006/07                                   |
| Sebastian Larsson       | Arsenal/Birmingham City/Sunderland                   | 282     | 26  | 2005/06, 2007/08, 2009/10–2016/17         |
| Anders Limpar*          | Arsenal/Everton                                      | 99      | 7   | 1992/93–1996/97                           |
| Victor Nilsson Lindelöf | Manchester United                                    | 193     | 4   | 2017/18–2024/25                           |
| Tobias Linderoth        | Everton                                              | 40      | 0   | 2001/02–2003/04                           |
| Fredrik Ljungberg       | Arsenal/West Ham United                              | 241     | 48  | 1998/99–2007/08                           |
| Teddy Lučić             | Leeds United                                         | 17      | 1   | 2002/03                                   |
| Peter Markstedt         | Barnsley                                             | 7       | 0   | 1997/98                                   |
| Jesper Mattsson         | Nottingham Forest                                    | 6       | 0   | 1998/99                                   |
| Olof Mellberg           | Aston Villa                                          | 232     | 8   | 2001/02–2007/08                           |
| Joel Mumbongo           | Burnley                                              | 4       | 0   | 2020/21                                   |
| Mikael Nilsson          | Southampton                                          | 16      | 0   | 2004/05                                   |
| Roland Nilsson*         | Sheffield Wednesday/Coventry City                    | 130     | 1   | 1992/93–1993/94, 1997/98–1998/99          |
| Kristoffer Nordfeldt    | Swansea City                                         | 2       | 0   | 2015/16–2016/17                           |
| Robin Olsen             | Everton/Aston Villa                                  | 21      | 0   | 2020/21–2024/25                           |
| Jonas Olsson            | West Bromwich Albion                                 | 201     | 8   | 2008/09, 2010/11–2016/17                  |
| Marcus Olsson           | Blackburn Rovers                                     | 12      | 0   | 2011/12                                   |
| Martin Olsson           | Blackburn Rovers/Norwich City/Swansea City           | 197     | 6   | 2007/08–2011/12, 2013/14, 2015/16–2017/18 |
| Rade Prica              | Sunderland                                           | 6       | 1   | 2007/08                                   |
| Martin Pringle          | Charlton Athletic                                    | 26      | 4   | 1998/99, 2000/01                          |
| Marino Rahmberg         | Derby County                                         | 1       | 0   | 1996/97                                   |
| Markus Rosenberg        | West Bromwich Albion                                 | 28      | 0   | 2012/13–2013/14                           |
| Björn Runström          | Fulham                                               | 1       | 0   | 2006/07                                   |
| Stefan Schwarz          | Arsenal/Sunderland                                   | 101     | 5   | 1994/95, 1999/00–2001/02                  |
| Ken Sema                | Watford                                              | 35      | 1   | 2018/19, 2021/22                          |
| Rami Shaaban            | Arsenal                                              | 3       | 0   | 2002/03                                   |
| Fredrik Stoor           | Fulham                                               | 4       | 0   | 2008/09–2009/10                           |
| Anders Svensson         | Southampton                                          | 127     | 9   | 2001/02–2004/05                           |
| Mathias Svensson        | Charlton Athletic/Norwich City                       | 74      | 9   | 2000/01–2004/05                           |
| Michael Svensson        | Southampton                                          | 60      | 4   | 2002/03–2003/04                           |
| Muamer Tanković         | Fulham                                               | 3       | 0   | 2013/14                                   |
| Ola Toivonen            | Sunderland                                           | 12      | 0   | 2015/16                                   |
| Christian Wilhelmsson   | Bolton Wanderers                                     | 8       | 0   | 2007/08                                   |
| Jonas Wirmola           | Sheffield United                                     | 8       | 0   | 1993/94                                   |

Spelare i kursiv stil är fortfarande aktiva.
Spelare i fet kursiv stil är fortfarande aktiva i Premier League.
Spelare med * spelade även i föregångaren First Division.
Not: Listan gäller enbart svenskar som fått speltid i Premier League.